# 木實快斗
木實 快斗（このみ かいと、2007年2月27日 - ）は、熊本県出身のプロサッカー選手。Jリーグ・ギラヴァンツ北九州所属。ポジションはMF。

## 略歴
2024年10月30日、2025年シーズンからのセレッソ大阪トップチーム昇格が発表された。同時に2025シーズンはギラヴァンツ北九州への育成型期限付き移籍が発表された。
2025年6月14日、J3リーグ第16節対アスルクラロ沼津戦、1-0で迎えた81分に相手シュートを体を投げ出して防ぎ、チームの勝利に導いたプレーが評価され、明治安田J3リーグ6月度月間ベストセーブ賞を、J1からJ3を通じてGKではないフィールドプレーヤーとして初めて受賞した。

## 所属クラブ
- ソレッソ熊本U-12
- ソレッソ熊本U-15
- セレッソ大阪U-18
- 2025年 -  セレッソ大阪
  - 2025年 -  ギラヴァンツ北九州 (育成型期限付き移籍)

## 個人成績
| 国内大会個人成績 | 国内大会個人成績 | 国内大会個人成績 | 国内大会個人成績 | 国内大会個人成績 | 国内大会個人成績 | 国内大会個人成績 | 国内大会個人成績 | 国内大会個人成績 | 国内大会個人成績 | 国内大会個人成績 | 国内大会個人成績 |
| 年度             | クラブ           | 背番号           | リーグ           | リーグ戦         | リーグ戦         | リーグ杯         | リーグ杯         | オープン杯       | オープン杯       | 期間通算         | 期間通算         |
| 年度             | クラブ           | 背番号           | リーグ           | 出場             | 得点             | 出場             | 得点             | 出場             | 得点             | 出場             | 得点             |
| 日本             | 日本             | 日本             | 日本             | リーグ戦         | リーグ戦         | リーグ杯         | リーグ杯         | 天皇杯           | 天皇杯           | 期間通算         | 期間通算         |
| ---------------- | ---------------- | ---------------- | ---------------- | ---------------- | ---------------- | ---------------- | ---------------- | ---------------- | ---------------- | ---------------- | ---------------- |
| 2025             | 北九州           | 28               | J3               |                  |                  |                  |                  |                  |                  |                  |                  |
| 通算             | 日本             | 日本             | J3               |                  |                  |                  |                  |                  |                  |                  |                  |
| 総通算           |                  |                  |                  |                  |                  |                  |                  |                  |                  |                  |                  |

- Jリーグ初出場 - 2025年3月1日 J3第3節 vs FC岐阜（岐阜メモリアルセンター長良川競技場）

## タイトル
- J3リーグ・月間ベストセーブ賞（2025年6月）